# Opposition à l'utilisation d'animaux sauvages dans les cirques

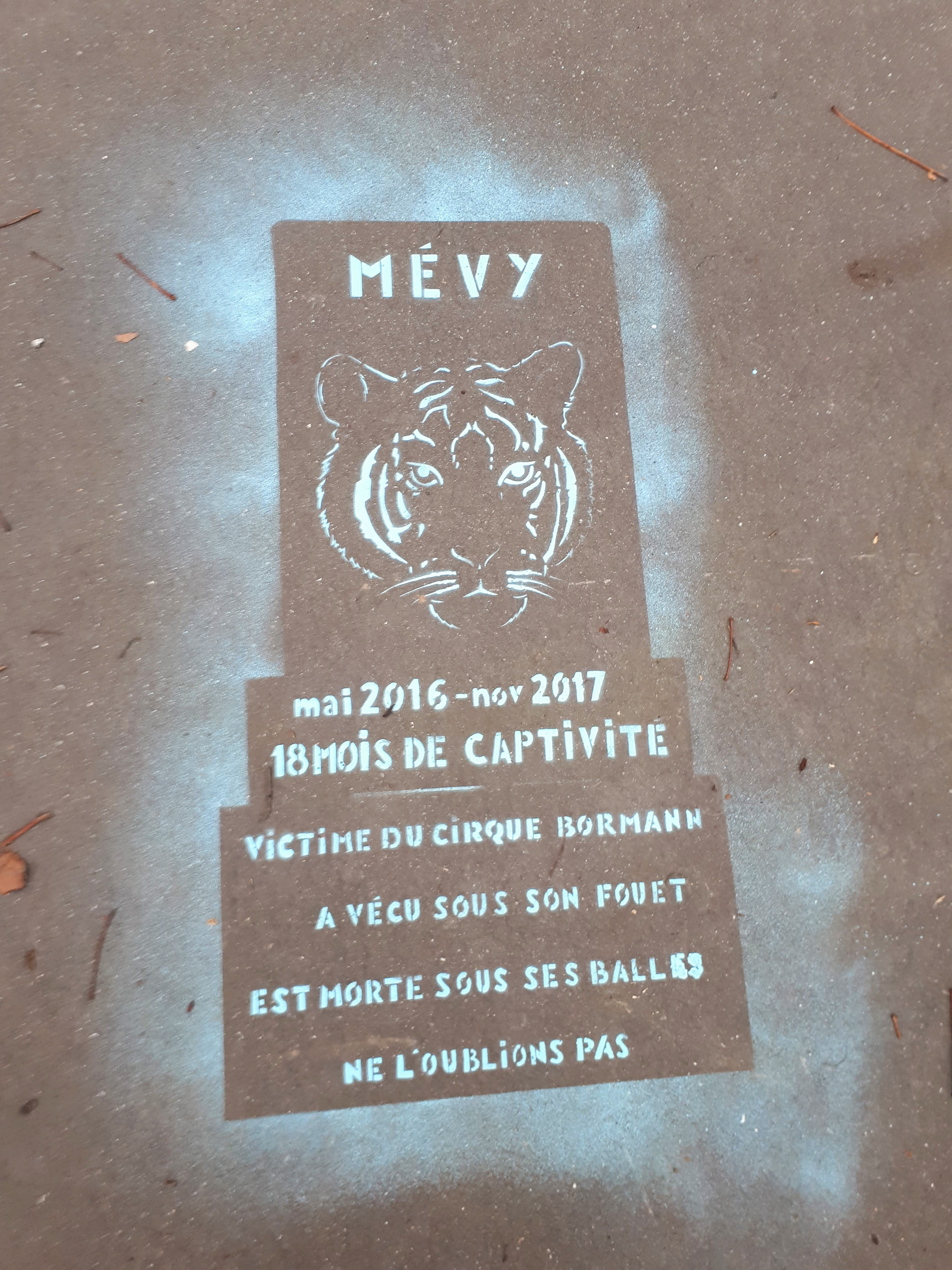
Tag de protestation contre l'utilisation des animaux dans les cirques, sur un trottoir parisien, derrière le cirque Bormann-Moreno, en hommage à sa tigresse Mévy échappée et abattue en novembre 2017.

L’opposition à l'utilisation d'animaux sauvages dans les cirques regroupe l'ensemble des critiques formulées à l'encontre de cette pratique. Il peut s'agir d'une opposition militante menée par des associations qui réclament son abolition, ou n'être qu'un désaveu de celle-ci. Cette opposition est d'ordre éthique et porte sur les souffrances des animaux appartenant à des espèces sauvages, et qui n'ont donc pas subi de processus de domestication par les humains au cours de l'histoire.
Les critiques portent principalement sur les conséquences du domptage et sur les conditions de vie des animaux utilisés.
En écho à cette opposition croissante, un certain nombre de décisions concernant cette utilisation ont été prises dans plusieurs pays, qui l'ont partiellement ou complètement abolie. Certains cirques ont aussi volontairement choisi d'arrêter l'utilisation de tous ou de certains animaux.
L'opposition à cette pratique est différente et généralement plus forte que l'opposition à l'utilisation des mêmes animaux dans les parcs zoologiques. Cela peut s'expliquer d'une part parce que ceux-ci ont un rôle de conservation de la nature, de pédagogie et de recherche scientifique que les cirques n'ont pas, et d'autre part, parce que le bien-être animal y est plus facilement respecté (absence de domptage, d'itinérance, espaces plus grands...).

## Arguments
L'utilisation des animaux sauvages dans les cirques est considérée par beaucoup de ses détracteurs comme dommageable pour l'animal sauvage, du fait de ses besoins, différents de ceux des animaux domestiques. Les critiques se concentrent sur le domptage des animaux et sur leurs conditions de vie très spécifiques, incluant un transport régulier, l'exécution de numéros et les conditions de captivité.

### Dommages liés au domptage
Certains animaux sont régulièrement enchaînés.

#### Dommages physiques

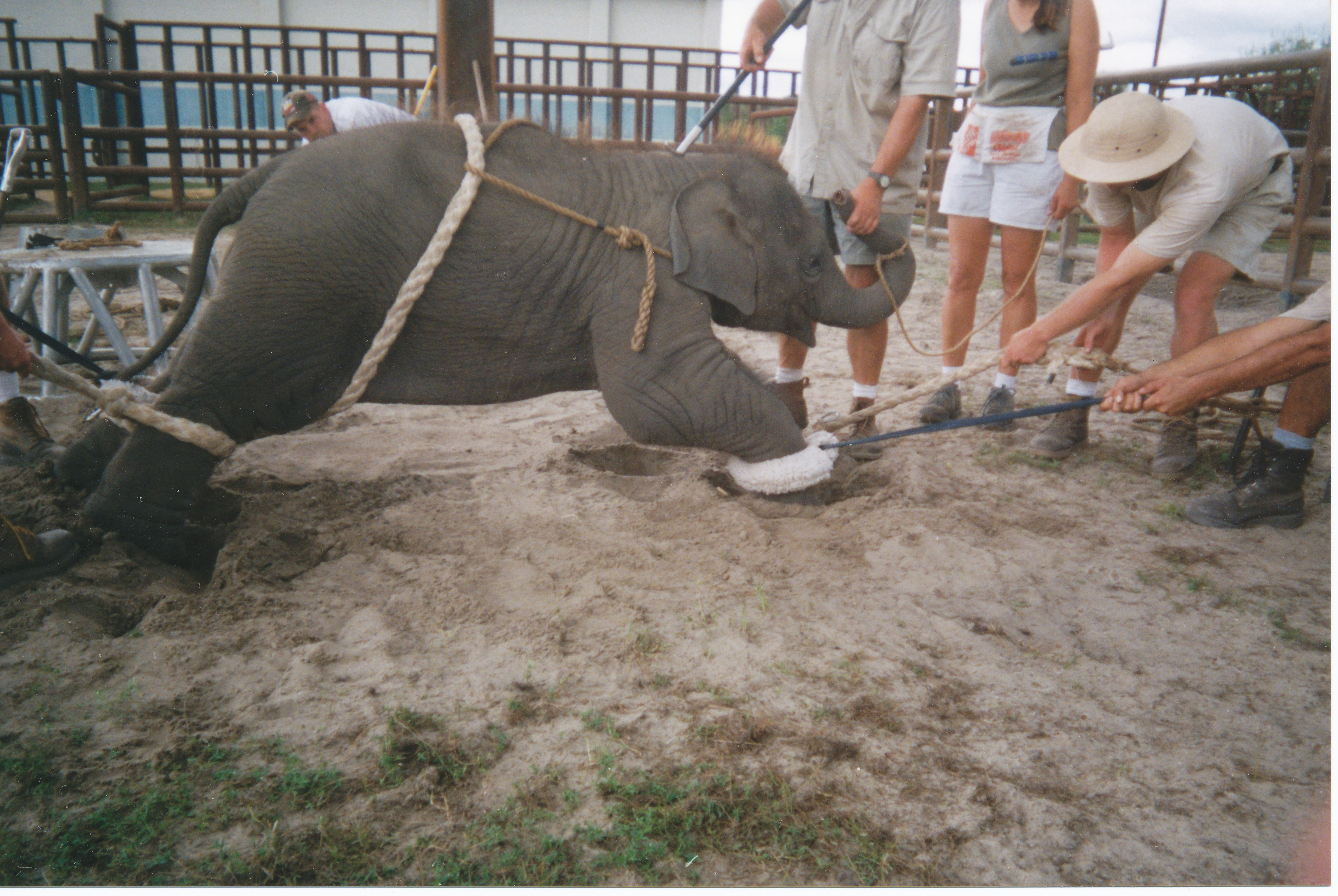
Dressage d'un jeune éléphant (Cirque Ringling, Floride, 2001-2002).

#### Performances

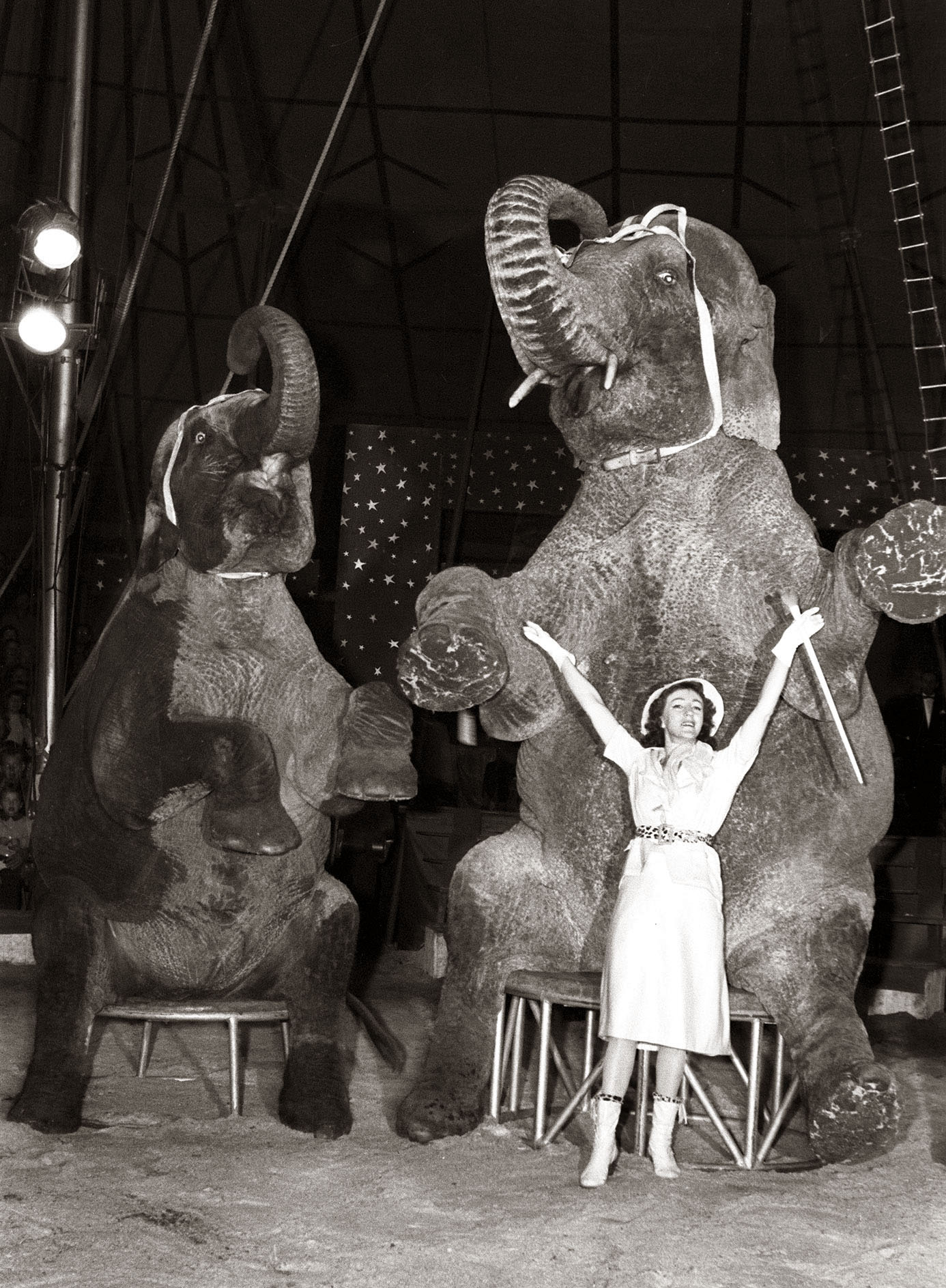
Éléphants en position assise (Cirque Medrano, Slovénie, 1957).

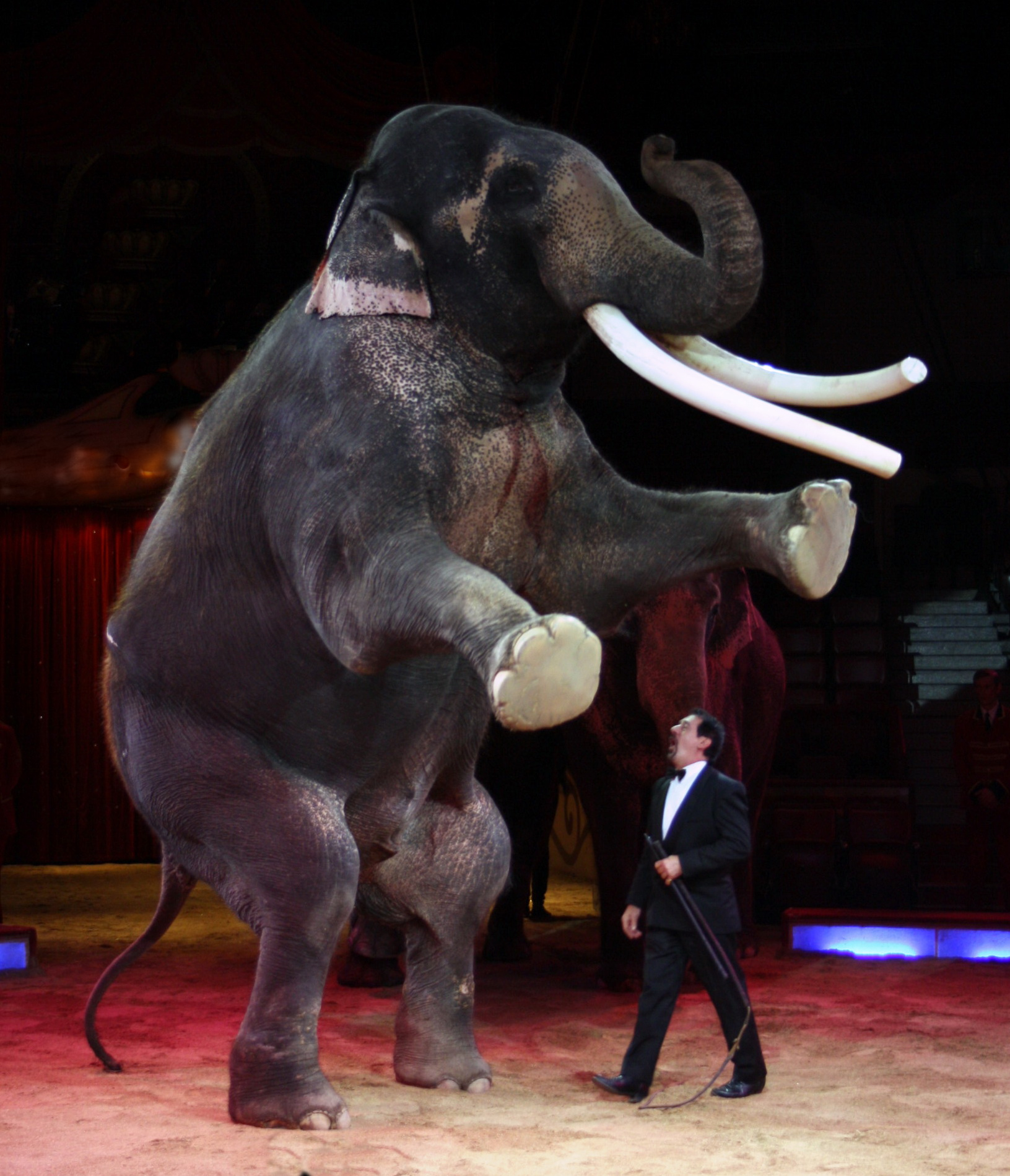
Éléphant sur ses pattes arrière (Cirque Krone, Allemagne, 2010).

### Dommages collatéraux
La présence d'animaux dans les cirques, a conduit depuis 1990, à 65 morts humaines et plus de 130 cas de blessures dus à la perte de contrôle d’éléphants vivant en captivité[Où ?],.

### Fugues
Les fugues d'animaux sauvages de cirque sont fréquentes. Les animaux concernés sont des dromadaires, des chameaux, des hippopotames, des lamas, des zèbres, ou plus dangereux, des éléphants, des lions ou des tigres. Ils peuvent alors être blessés ou abattus.

## Historique

### Origines et revendications
En 1929 en France, les organisateurs de la semaine de la bonté[Quoi ?] ont voulu défendre les animaux de cirques et d'établissement forains dans L'Homme libre, alors qu'en même temps d'autres préféraient la défense de la classe humaine.
En 1932 en France, les sociétés de cirques ont déjà développé leur argumentaire, ainsi dans une colonne de L'Africain, intitulée Les métiers du cirque, un journal indique: « Jamais ! C'est une légende stupide que celle de l'animal de cirque malheureux. Jamais nous n'employons les moyens violents pour arriver à nos fins. La raison en est bien simple : l'animal se buterait, prendrait peur et il serait impossible d'en tirer quoi que ce soit. Il faut, avant tout, qu'il ait confiance en nous, et, au lieu de le battre, nous le tenons par sa gourmandise. C'est prodigieux ce qu'on peut faire faire, à certaines bêtes, à un cheval, par exemple, avec l'appât d'un; sucre ! pie morceau de sucre ! Pourtant je dois dire que si la cravache est proscrite des séances d'entraînement, je suis quelquefois obligé d'en faire usage pour ramener la discipline parmi mes pensionnaires. Ce sont des acteurs, ils se jalousent terriblement, et ils n'hésitent pas, si j'ai un mouvement d'inattention, à faire rater son tour à un camarade. Et, rien ne les émeut plus que les applaudissements du public- D'ailleurs, pour en revenir à notre soi-disant brutalité, le simple bon sens prouve bien que c'est un mensonge accrédité par des gens qui n'ont jamais approché un cirque. Ces animaux, ce sont nos gagne-pain. Avez-vous déjà vu un ouvrier, quel qu'il soit, abîmer ses outils ? Non, n'est-ce pas... Alors ?.. ».

### Évolution de l'opinion publique
Selon un sondage Ipsos pour la Fondation 30 millions d'amis, en 2018 67 % des Français sont favorables à « une réglementation qui mette fin à l'exploitation des animaux sauvages dans les cirques ».

## Prises de position notables
La Fédération des Vétérinaires d'Europe, regroupant les différents ordres professionnels et principaux syndicats vétérinaires du continent, a pris position en 2015 pour l'abolition de cette pratique. Elle appelle « toutes les autorités compétentes nationales et européennes à interdire l'utilisation de mammifères sauvages dans les cirques itinérants à travers l'Europe, puisqu'il n'est pas possible, par aucun moyen, que leurs besoins physiologiques, mentaux et sociaux soient correctement satisfaits ».
La British Veterinary Association, milite pour cette abolition depuis de nombreuses années,.

## Législation par pays
- Interdiction totale d'exploitation des animaux dans les cirques
- Interdiction partielle d'exploitation des animaux dans les cirques1
- Interdiction de l'import/export des animaux pour les cirques
- Absence d'interdiction
- Inconnu

Lois sur les animaux sauvages dans les cirques :
Interdiction totale d'exploitation des animaux dans les cirques
Interdiction partielle d'exploitation des animaux dans les cirques^{1}
Interdiction de l'import/export des animaux pour les cirques
Absence d'interdiction
Inconnu
^{1}Certains animaux sont exclus ou la loi varie localement au sein du pays.

Dans le monde, en 2017, 35 pays ont interdit cette pratique, dont 18 en Europe.

### Europe
En 2015, neuf pays de l'Union européenne ont complètement banni cette pratique. Neuf autres l'ont partiellement bannie.

#### Belgique
La Belgique l'a interdit en 2013, avec un projet de loi du gouvernement d'Elio Di Rupo, portée par la ministre de la Santé Laurette Onkelinx, dans le cadre de sa politique visant à renforcer le bien-être des animaux, dont elle est chargée. Présenté au Parlement fédéral belge le 19 décembre 2013, la majorité socialiste, l'Alliance néo-flamande et les partis écologistes Ecolo et Groen ont voté en faveur du texte (127 voix), tandis que les Fédéralistes démocrates francophones ont voté contre (3 voix) et que le Vlaams Belang s’est abstenu (11 voix). La loi entre en vigueur le 10 mars 2014.

#### Bulgarie
La Bulgarie a adopté une loi abolissant cette pratique en 2008, elle est entrée en vigueur le 1er janvier 2015.

#### Danemark
Le Danemark restreint cette pratique à certaines espèces d'animaux sauvages. Dans le Décret exécutif n° 1365 du 16 décembre 2009 sur la garde et la présentation des animaux dans les cirques, il empêche ainsi les espèces listées en annexe I de ce décret d'être utilisées dans les cirques. Sont notamment cités les primates, les ours, les félidés, les rhinocéros, les hippopotames, les phoques, les cétacés et les girafes. En revanche, les éléphants et les otaries peuvent toujours être utilisés.

#### Espagne
En Espagne, la protection animale relève de la compétence des communautés autonomes. La Catalogne, la Galice, les Baléares, la Murcie, La Rioja et la Communauté valencienne ont légiféré sur la question, tandis qu'en Aragon et en Castille-La Manche des propositions de loi sont à l'étude.
Une proposition de loi de protection des animaux interdisant les spectacles de cirque exploitant des animaux non domestiques est déposée au Parlement de Catalogne en 2013 par cinq de ses sept groupes politiques : Convergence et Union, la Gauche républicaine de Catalogne, le Parti des socialistes de Catalogne, Initiative pour la Catalogne Verts - Gauche unie et alternative et la Candidature d'unité populaire. La loi est soumise au parlement le 22 juillet 2015 et ces cinq groupes votent en faveur du texte. Le Parti populaire catalan s'y oppose et Ciudadanos s'abstient. La loi entre en vigueur le 1er juin 2017.
En juillet 2017 le Parlement des îles Baléares adopte une loi mettant fin à cette utilisation (ainsi qu'aux mises à mort lors de corridas). La loi entre en vigueur le lendemain de sa publication au Journal officiel, soit le 11 août 2017.
Fin septembre 2017, le Parlement de Galice adopte une loi de protection animale abolissant cette pratique. Celle-ci prévoit une entrée en vigueur trois mois après sa publication au Journal officiel de Galice, soit le 11 janvier 2018.
En octobre 2017, l'Assemblée régionale de Murcie adopte à l'unanimité une loi interdisant cette pratique,. La loi entre en vigueur le 2 novembre lors de sa publication au journal officiel.
En Aragon, la Gauche unie a rédigé en juin 2017 une proposition de loi qui a été soutenue par la majorité les groupes parlementaires des Cortes d'Aragon (Parti socialiste ouvrier espagnol, Podemos, Parti aragonais, Ciudadanos et Union aragonaisiste) à l’exception du Parti populaire. Le gouvernement aragonais devrait désormais mettre cette loi à l'ordre du jour dans le courant de l'année.
En Castille-La Manche, un projet de loi d'abolition est à l'étude, avec une entrée en vigueur envisagée à l'horizon 2020,.
En mai 2018, quelques jours avant la formation du gouvernement Sánchez I (PSOE), le groupe parlementaire socialiste au Congrès des députés a déposé une proposition non-législative pour que le gouvernement espagnol légifère sur la question.
Dans La Rioja, la loi est adoptée le 22 novembre 2018, elle entre en vigueur le 1er décembre.
Dans la Communauté valencienne, la loi d'abolition est adoptée par le Parlement valencien le 19 décembre 2018, avec les votes en faveur de Compromís, du PSOE et de Podemos, l'abstention du PP et l’opposition de Ciudadanos. Elle entre en vigueur le 31 janvier 2019.

#### Estonie
L'Estonie a banni l'utilisation de certains animaux sauvages dans les cirques par un vote de son parlement en septembre 2017. Le ministère des Affaires rurales devrait publier prochainement la liste des espèces interdites, avant la promulgation de l’amendement de la Loi sur la protection des animaux.

#### Finlande
La Finlande a banni cette pratique concernant la plupart des animaux sauvages dès 1996, à travers la Loi sur la protection des animaux. Seuls les lions de mer du Sirkus Finlandia (fi) peuvent encore être utilisés,.

#### France
En France, où le code rural français prévoit que tout animal étant un être sensible doit être placé par son propriétaire dans des conditions compatibles avec les impératifs biologiques de son espèce, cette pratique est autorisée. Neuf éthologues, zoologistes et vétérinaires ont lancé un appel en novembre 2016, demandant l'arrêt de l'utilisation des éléphants dans les cirques.

#### Italie
En mai 2017, la Fédération nationale de l'Ordre vétérinaire italien prend position pour l'abolition de cette pratique.
En novembre 2017, la Chambre des députés italiens vote le projet de loi n° 4652 du Code du Spectacle, initié en 2016 et étant passé par le Sénat en septembre 2017. Celui-ci, entre diverses mesures, prévoit l'arrêt de l'exploitation d'animaux à des fins de divertissement dans les spectacles itinérants. Un décret ministériel devrait être publié au maximum 1 an après, afin d'en préciser les modalités (délais et mesures spécifiques),.

#### Lettonie
En juin 2017, le Parlement letton a adopté une loi interdisant l'utilisation d'animaux sauvages dans les cirques. Elle a été promulguée par le Président de la République, Raimonds Vējonis, et est entrée en vigueur le 1er juillet 2017,.

#### Pays-Bas
Le Conseil des ministres du Cabinet Rutte II approuve en 2014 un projet de loi de la secrétaire d’État à l'Agriculture Sharon Dijksma. La loi approuvée en décembre 2014 interdit l'utilisation des mammifères sauvages, elle établit aussi une liste de mammifères domestiques dont l'utilisation est autorisée. Cette liste inclut les chiens, les chevaux, mais aussi les chameaux et dromadaires, que d'autres législations considèrent comme sauvages. Cette loi ne traite pas des reptiles et des oiseaux. Elle entre en vigueur le 15 septembre 2015.

#### Pologne
En Pologne, les animaux nés sauvages ne peuvent pas être utilisés dans les cirques,.

#### Portugal
Le Portugal a une première fois légiféré sur la question en 2009, en interdisant l'utilisation des grands singes dans ces structures. L'acquisition de nouveaux individus et la reproduction ont également été interdites pour les autres espèces détenues dans les cirques.
Le 30 octobre 2018, l'Assemblée de la République du Portugal adopte une loi interdisant l'utilisation des animaux sauvages dans les cirques. Celle-ci donne une période transitoire de 6 ans pendant laquelle les propriétaires des animaux en question doivent les enregistrer sur une plateforme, tandis que le gouvernement doit organiser leur placement progressif dans des centres d’accueil. La loi prévoit aussi de faire bénéficier les professionnels du spectacle concernés d’une aide à la reconversion professionnelle. La fin de l'utilisation des animaux sauvages dans les cirques au Portugal est donc prévue pour 2024.

#### République tchèque
La République tchèque a été l'un des premiers pays à restreindre l'utilisation d'animaux d'espèces sauvages par les cirques. Dès 1992, le pays adopte ainsi la loi n° 246/1992 du Conseil national tchèque pour la protection des animaux contre la maltraitance, qui empêche l'utilisation par les cirques des primates nouveau-nés, des pinnipèdes, des cétacés (à l'exception des delphinidés), des rhinocéros, des hippopotames et des girafes.

#### Roumanie
En juin 2017, la Chambre des députés de Roumanie adopte une loi interdisant l'utilisation d'animaux sauvages dans les cirques, à plus de 75 %. La loi doit être promulguée par le Président Klaus Iohannis avant d'entrer en vigueur. Cette loi avait été initiée par le député Remus Cernea et l'association Vier Pfoten en 2015.

#### Royaume-Uni
En 2011, une consultation du département de l'Environnement, de l'Alimentation et des Affaires rurales (Defra) montre que 94 % des personnes interrogées souhaitent que cette pratique soit abolie. Le Premier ministre David Cameron s'engage alors à agir en ce sens d'ici janvier 2015. Une proposition de loi est présentée en 2013, soutenue par le gouvernement conservateur, le parti travailliste et de nombreux députés conservateurs,. Cependant, trois députés conservateurs, Andrew Rosindell, Christopher Chope et Philip Davies, s'y opposent systématiquement, faisant échouer son approbation sept fois.
En septembre 2016, alors que cette promesse n'a pas été honorée, ses partisans demandent à la nouvelle Première ministre, Theresa May, qui appartient au même parti que son prédécesseur, de mettre en place cette interdiction. En février 2018 le Defra annonce qu'une interdiction de cette pratique interviendra d'ici le 19 janvier 2020.
A l’échelle locale, plusieurs gouvernements dévolus se sont positionnés sur cette question.
Ainsi, dès 2016, le gouvernement du pays de Galles demande un rapport sur le bien-être des animaux utilisés dans les cirques à trois scientifiques, Stephen Harris (université de Bristol), Jo Dorning (université de Bristol) et Heather Pickett (indépendante). En février 2018, il annonce vouloir légiférer sur la question.
En mai 2017, le gouvernement écossais porte un projet de loi visant à interdire l'utilisation d'animaux sauvages dans les cirques,. Celui-ci est adopté au Parlement écossais en décembre de la même année, puis entre en vigueur fin mai 2018. L’Écosse devient ainsi le premier territoire du Royaume-Uni à interdire cette pratique.

#### Suède
La Suède légifère à ce sujet en 1988, à travers l'Animal Welfare Ordinance, dans laquelle elle stipule les espèces interdites : singes, fauves, pinnipèdes (à l'exception des lions de mer), rhinocéros, hippopotames, cervidés (à l'exception des rennes), girafes, kangourous, oiseaux de proie, ratites et crocodiliens,.

### Amériques

#### États-Unis
L’État de l'Illinois devient le premier aux États-Unis à prendre des mesures concernant l'utilisation d'animaux sauvages dans les cirques. Une loi adoptée en août 2017 y interdit ainsi l'utilisation d'éléphants d'Asie et d'Afrique, avec une entrée en vigueur prévue pour le 1er janvier 2018,. L’État de New York adopte une loi similaire en juin 2017, qui est signée par son gouverneur le 22 octobre 2017. Elle doit entrer en vigueur en 2019.
L’État du New Jersey interdit l'utilisation dans les cirques de tout animal dont l'espèce n'est pas indigène de l’État. La loi est adoptée par l'Assemblée générale du New Jersey en novembre 2018 puis est signée par le gouverneur Phil Murphy le 15 décembre 2018.

### Chronologie de l'abolition
Ci-dessous sont regroupés les pays et les subdivisions régionales par ordre chronologique d'abolition de l'utilisation d'animaux sauvages dans les cirques. Les pays sont indiqués en gras et leurs drapeaux accolés à ceux de leurs subdivisions le cas échéant. Si plusieurs composantes d’un même État sont concernés au cours de la même année, celles-ci ci sont regroupées chronologiquement par État, indépendamment de la chronologie générale. La date d'entrée en vigueur figure entre parenthèses.
| De 1992 à aujourd'hui    | De 1992 à aujourd'hui |
| ------------------------ | --- |
| 1988                     | Suède (certaines espèces, 1er juillet) |
| 1992                     | République tchèque (certaines espèces, 29 mai) |
| 1996                     | Finlande (la plupart des espèces, 1er juillet) |
| 2002                     | Costa Rica (9 juillet), |
| 2005                     | Autriche (1er janvier) |
| 2006                     | Croatie (7 décembre) |
| 2007                     | Hongrie (certaines espèces, 29 septembre) |
| 2009                     | Bolivie (1er juillet), Portugal (grands singes seulement, avec interdiction de l’acquisition et de la reproduction pour les autres espèces, 13 octobre) |
| 2010                     | Danemark (certaines espèces, 1er janvier) |
| 2012                     | Grèce (2 février), |
| 2013                     | Slovénie (2 avril), |
| 2014                     | Belgique (10 mars) Malte (21 octobre), |
| 2015                     | Bulgarie (certaines espèces, 1er janvier) Pays-Bas (15 septembre) |
| 2017                     | Catalogne (1er juin), Îles Baléares (11 août), Région de Murcie (2 novembre) Lettonie (1er juillet) Roumanie (19 juillet) |
| 2018                     | Illinois (éléphants seulement, 1er janvier) Irlande (1er janvier) Galice (11 janvier), La Rioja (1er décembre) Écosse (28 mai) |
| 2019                     | Communauté valencienne (31 janvier) |
| 2020                     | Angleterre (20 janvier), Pays de Galles (1er décembre) |
| 2021                     | |
| Entrée en vigueur future | Estonie (adoptée en septembre 2017, entrée en vigueur à déterminer) Italie (adoptée en novembre 2017, à déterminer par décret ministériel au plus tard en novembre 2018) Portugal (adoptée en octobre 2018, entrée en vigueur en 2024) France (adoptée en novembre 2021, entrée en vigueur le 30 novembre 2028), |
| En débat                 | Espagne [national],, Aragon, et Castille-La Manche, États-Unis [fédéral] |

## Décisions volontaires

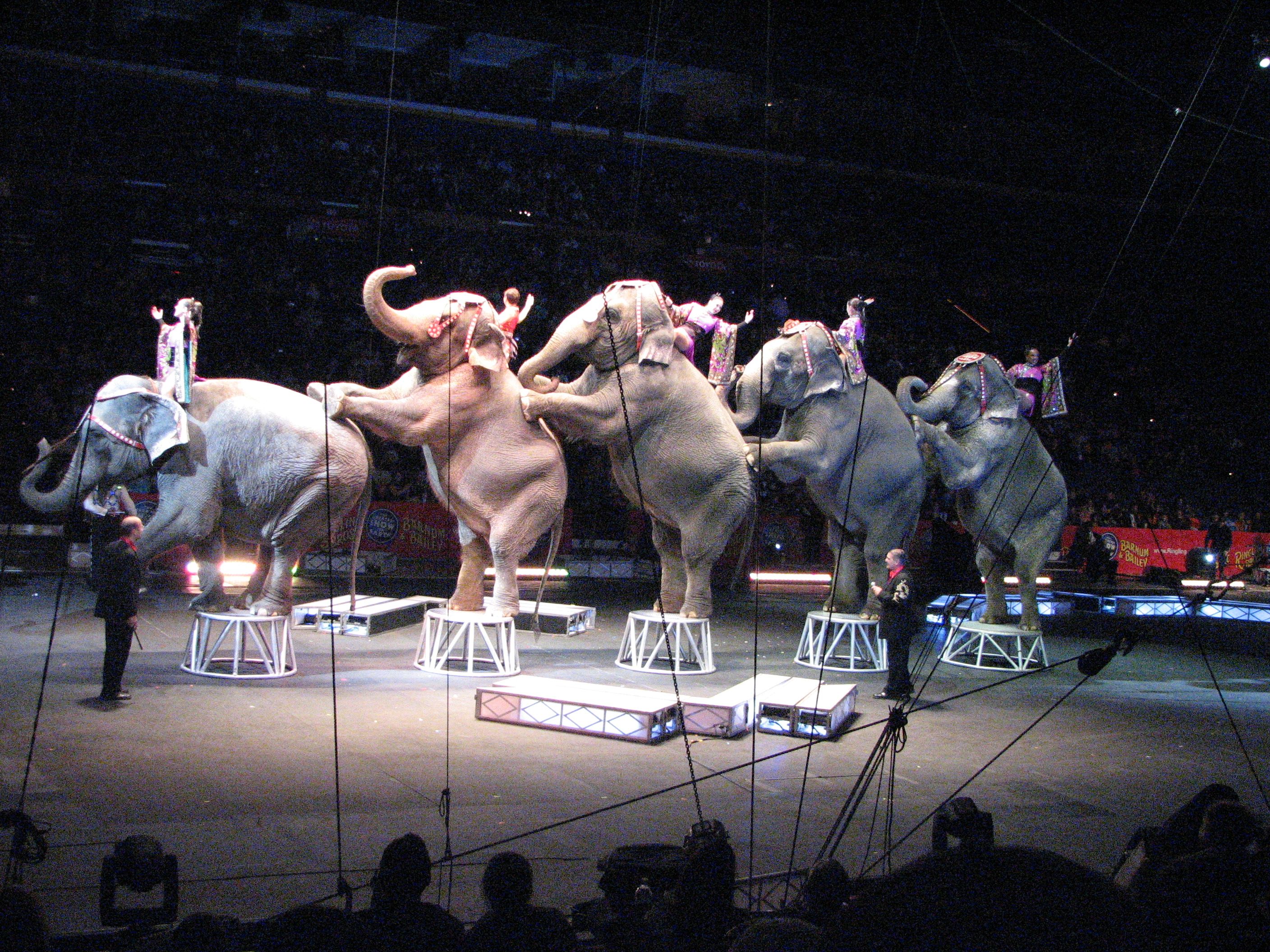
Les éléphants du cirque Ringling Bros. and Barnum & Bailey en représentation en 2008.

En mars 2015, aux États-Unis, le cirque Ringling Bros. and Barnum & Bailey Circus, annonce qu'il arrêtera d'utiliser des éléphants d'ici 2018, date finalement avancée à 2016. Les 13 éléphants du cirque seront transférés au Centre pour la Conservation des Élephants (en), une propriété de la société mère, Feld Entertainment, en Floride. Les dernières performances de ces éléphants ont lieu le 1er mai 2016, avec un spectacle du troupeau Red Unit au Mohegan Sun Arena at Casey Plaza de Wilkes-Barre en Pennsylvanie, et un spectacle du troupeau Blue Unit au Dunkin' Donuts Center de Providence, dans le Rhode Island.
En France, le cirque Joseph Bouglione a choisi en 2017 de ne plus utiliser d'animaux pour ses spectacles. Sa tournée n'a pour le moment jamais repris, André-Joseph Bouglione souhaite en avril 2020 repartir avec son Eco-Cirque (100% humain).